# 戰慄殺機
《戰慄殺機 鐵拳：妮娜·威廉斯》是南夢宮公司所推出以《鐵拳系列》的高人氣女性角色妮娜·威廉斯為主角的動作冒險遊戲，只出在PlayStation 2遊戲主機上。遊戲的日本版有在亞洲一些地區同步發行當地語言（比如繁體中文、韓文）的版本。故事設定是發生在《鐵拳1》之前。

## 外部連結
- 日本版官方網站 （页面存档备份，存于）